# 1956 في السودان
فيما يلي الأحداث التي وقعت خلال عام 1956 في السودان.

## أحداث
- 1 يناير أصبح السودان الإنجليزي المصري بلداً مستقلاً تحت اسم جمهورية السودان.[1] وفي 19 يناير أصبح السودان عضوًا في جامعة الدول العربية،[2] وعضوا في الأمم المتحدة في 12 نوفمبر.[3]
- في مطلع 1956وضع أول دستور مؤقت للسودان.[4]

## مواليد
- 23 أبريل سارة جاد الله، رياضية سودانية.